# The Life and Death of 9413: a Hollywood Extra
The Life and Death of 9413: a Hollywood Extra (en español, La vida y muerte de 9413: un extra de Hollywood) es un cortometraje mudo experimental de 1928 coescrito y codirigido por Robert Florey y Slavko Vorkapić. Considerado como un punto de referencia en el cine vanguardista estadounidense, cuenta la historia de un hombre (Jules Raucourt) que llega a Hollywood con el sueño de convertirse en una estrella, solo para fracasar y terminar deshumanizado gracias a los ejecutivos, quienes lo reducen al rol de extra y le escriben el número "9413" en la frente.
El estilo visual del cortometraje incluye cortos abruptos, movimientos de cámara rápidos, superposición extensa, iluminación tenue, formas y figuras en ángulos retorcidos y desorientados. Filmada con un presupuesto de $97 dólares, el cortometraje incluye una combinación de close-ups de actores reales y planos generales de sets en miniatura, los cuales fueron hechos con materiales como cartón, cubos de papel, latas, cajetillas de cigarros y trenes de juguete. Sin tener acceso a los estudios o el equipo de Hollywood, gran parte de la filmación se realizó en las residencias de los cineastas, con las paredes pintadas de negro para usarse como fondo. 
La historia fue inspirada por las experiencias que el propio Florey tuvo en Hollywood, así como la composición Rhapsody in Blue de George Gershwin. Fue una de las primeras obras cinematográficas que filmó Gregg Toland, quien más adelante sería aclamado por su trabajo en películas como The Grapes of Wrath (1939) y Citizen Kane (1941). El cortometraje sirve como una sátira de las condiciones sociales, prácticas dominantes e ideologías de Hollywood, así como la percepción que se tiene de que la industria del cine maltrata a los actores. Douglas Fairbanks asistió con el desarrollo del cortometraje y Charlie Chaplin, junto con Joseph M. Schenck, ayudaron a promoverlo. 
A diferencia de la mayoría de los cortometrajes experimentales, éste recibió una amplia exhibición pública en el mundo, lanzado por FBO Pictures Corporation en más de 700 cines en Norteamérica y Europa. El cortometraje fue bien recibido por los críticos, tanto en su época como en la actualidad: el historiador de cine Brian Taves dijo que «más que cualquier otro film, este inició la vanguardia en este país». La totalidad del cortometraje no ha sobrevivido. Ha sido seleccionado por el Registro Nacional de Cine para su preservación, además Florey co-escribió y dirigió una nueva adaptación, Hollywood Boulevard (1936).

## Argumento
El Sr. Jones (Joules Raucourt), un artista y aspirante a estrella de cine, llega a Hollywood y queda inmediatamente fascinado por el glamour de la industria del cine. Él habla con el representante de un estudio de cine, presentando una carta de recomendación e intentando hablar en nombre de sí mismo, pero el representativo lo interrumpe y escribe el número "9413" en su frente. A partir de este momento, 9413 solo puede hablar de manera ininteligible y se mueve de una manera mecánica, siguiendo y sin cuestionar las instrucciones de los directores de cine y los representativos de estudio. Pasa por una serie de llamadas de casting, pero es incapaz de encontrar el éxito, siendo constantemente confrontado por señales que dicen: "Hoy no hay casting". Una serie de imágenes son intercaladas a lo largo de estas escenas, incluyendo tomas de Hollywood, cámaras filmando, la palabra "sueños" escrita en las estrellas y un loop infinito de un hombre subiendo una escalera hacia la palabra "éxito", sin ser capaz de alcanzar la cima.

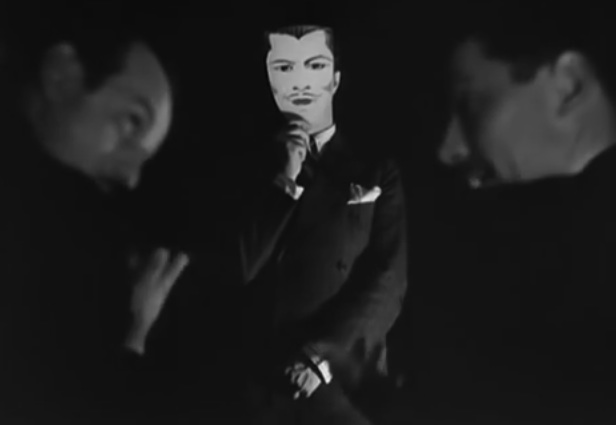
Los ejecutivos del estudio aplauden a Extra # 15 (Voya George) mientras sostiene máscaras de papel frente a su cara, simbolizando sus actuaciones.

A diferencia de 9413, otros extras alrededor de él empiezan a encontrar el éxito. Una mujer (Adriane Marsh) con el número "13" en su cabeza constantemente se arrodilla y se vuelve a parar a petición del director y eventualmente logra conseguir un papel, recibida por una señal que dice "Casting hoy". Otro extra (Voya George) con el número "15", quien a diferencia de 9413 tiene expresiones faciales poco entusiastas, sostiene máscaras de papel frente a su cara, simbolizando sus actuaciones. Él es saludado con entusiasmo por las masas entusiastas, las cuales hablan de la misma manera ininteligible que 9413. Su número 15 es remplazado con una estrella y logra un éxito tremendo. 9413 admira esta nueva estrella de cine e intenta imitarlo, presentando su propia y más impresionante máscara. Pero la estrella no se ve impresionada y desestima a 9413 quien, triste, arrulla su máscara como si fuera un bebé, lamentando su incapacidad de conseguir el éxito.
El tiempo pasa y 9413 permanece incapaz de encontrar trabajo en Hollywood. A pesar de sus constantes llamadas a representativos de estudios, suplicando por trabajo, se ve confrontado por las señales de "Hoy no hay casting". No puede comprar comida y los recibos que no puede pagar constantemente son deslizados debajo de su puerta. Una serie de imágenes simbolizando su angustia mental son mostradas, incluyendo árboles retorcidos que soplan en el viento, un hombre echado en la escalera que lleva a la palabra "éxito", aún sin alcanzar la cima. 9413 cae al suelo hambriento, exhausto y desesperado por sus fracasos. Finalmente muere y después de que se muestren imágenes de los otros actores riéndose de él, se muestra su tumba en la que se lee: "Aquí yace No. 9413, un extra de Hollywood" junto a las palabras "Hoy no hay casting".
Después de su muerte, el espíritu de 9413 deja su cuerpo y es llevado por una plataforma hacia el cielo. Mientras sube, le crecen alas de ángel y finalmente asciende al cielo, un lugar con torres de cristal brillante y brillantes luces. Una mano le quita el "9413" de su frente y él sonríe antes de seguir volando hacia el cielo. 

## Producción

### Concepción
Robert Florey y Slavko Vorkapić, quienes se conocieron después de que Florey asistiera a una lectura de la Sociedad Americana de Cinematógrafos impartida por Vorkapić, están creditados como co-escritores y co-directores de The Life and Death of 9413: a Hollywood Extra. Muchas personas difieren sobre el grado de participación que los dos tuvieron en la creación del cortometraje, muchos identifican a Florey como el responsable principal. El historiador de cine Brian Taves ha dicho que Vorkapić no estuvo involucrado en la redacción ni en la dirección del cortometraje y que su contribución fue limitada únicamente al diseño de set e iluminación miniatura, pero que Florey de todas formas insistió en compartir el crédito con él por su ayuda en hacer que el cortometraje fuera una realidad. Algunas historias periodísticas sobre el cortometraje sostienen este punto de vista, incluyendo un artículo de 1928 sobre Florey en Hollywood Magazine. Taves también dice que, aunque Vorkapić no hizo nada para promover el cortometraje cuando fue lanzado, él luego exageró su rol en la producción del cortometraje cuando éste se volvió tan estimado. Pul Ivano, quien hizo el trabajo de cámara hizo eco de estos sentimientos al decir: "Vorkapić trata de conseguir crédito, pero él no hizo mucho". Para su parte, el mismo Vorkapić ha dicho que la idea inicial fue de Florey y que posteriormente la discutieron y escribieron juntos una sinopsis de una página. Pero Vorkapić dijo "todos los efectos fueron ideados, diseñados, fotografiados y añadidos por mi" y que "al menos 90 por ciento de la edición y montaje" fue trabajo de él. Vorkapić dice haber dirigido la mayoría de las secuencias al inicio y al final, mientras que a Florey le acredita la filmación de la escena de casting y tomas de extras riéndose; además dijo que la escena del personaje de Voya George, donde se lanza al estrellato, fue filmada en conjunto.
Después de algunos años de su llegada a Hollywood, Florey concibió la idea de hacer un cortometraje sobre los sueños de convertirse en una estrella del actor común y de su subsecuente fracaso. Según un escrito de A Hollywood Extra, el trabajo de Florey como publicista y periodista de la industria del cine le ayudó a estar familiarizado con los problemas que tienen los actores aspirantes y su decepción al fracasar. Pero la inspiración final del cortometraje llegó después de que Florey asistiera a una presentación de Rhapsody in Blue, composición de George Gershwin. Florey había estado trabajando en Hollywood solo por unos meses cuando escucho la música y esta le inspiró incorporar el ritmo del blues en un cortometraje.
Más tarde, Florey describiría el cortometraje como una "continuidad en ritmo musical de las aventuras de mi extra en Hollywood, los movimientos y actitudes que parecen sincronizarse con las notas de Gershwin". Aunque la mayoría de las películas vanguardistas de la época enfatizaban estados de ánimo en lugar de emociones, él quería que su guion combinara tanto abstracción como narrativa. Florey escribió el guion detalladamente, describiendo en cada toma la cantidad de película que necesitaría para filmarla, lo cual era necesario debido al costo tan alto de la película fotográfica.

### Desarrollo
Florey no tenía cámara en ese momento y sus esfuerzos por obtener una habían terminado sin éxito hasta que conoció a Vorkapić. El mismo Vorkapić afirmó haberle dicho a Florey "dame 100 dólares y haré una película en mi propia cocina" Vorkapić le presto a Florey una pequeña cámara de cajón que había comprado con las ganancias de una venta de una de sus pinturas. Era una cámara DeVry con un lente, un tipo de cámara que Florey dijo, fue vendida como un "juguete". Florey también tuvo problemas obteniendo cinta para filmar, ya que el costo de la película en negativo y positivo era demasiado alto para ser comprado a los laboratorios de película. Sin embargo, Florey sabía que el final de las cintas habían sobras de película sin exponer y que estos residuos eran normalmente descartados por las películas con grandes presupuestos de Hollywood después de filmar, así que intentó persuadir a los cineastas para que le dieran estos residuos. El trabajo de cámara de The Gaucho, una película protagonizada por Douglas Fairbanks, recién se había completado y Florey pudo obtener de la producción más de 300 metros de película en trozos de entre 3 y 6 metros. Florey empalmó los extremos de la película a mano, un proceso que para él resultó frustrante, pero que dio lugar al equivalente de una cinta completa de película en negativo. Fairbanks, quien había contratado en el pasado a Florey para que llevara sus relaciones públicas en Europa, ayudó con asistencia financiera para la producción de A Hollywood Extra. También dio acceso a Florey a sus salas de montaje y ayudó a conseguir residuos de película.
El cortometraje fue filmado por Gregg Toland, acreditado simplemente como "Gregg", quien estaba trabajando simultáneamente como asistente del cinematógrafo George Barnes en el Samuel Goldwyn Studio. Fue una de las primeras películas para Toland, quien más tarde recibiría aclamaciones por su labor fotográfica en películas como The Grapes of Wrath (1939) y Citizen Kane (1941) El costo de realización de The Life and Death of 9413: a Hollywood Extra fue de $97 dólares ($1,353 hoy) todo cubierto por Florey. El presupuesto estaba compuesto de $55 dólares ($699 hoy) para desarrollo e impresión, $25 dólares ($318 hoy) para los negativos, $14 dólares ($178 hoy) para el transporte y $3 dólares ($38 hoy) para los props, muchos de los cuales costaron cinco o diez centavos individualmente. Desde los costos de desarrollo, el salario para todos los involucrados en el cortometraje fue de $3 dólares. Toland usó una cámara Mitchell durante la filmación, la cual le permitió hacer algunas tomas que habrían sido imposibles con la cámara DeVry, incluyendo alrededor de 91 metros de close-ups. El trabajo adicional de cámara fue realizado por Paul Ivano, e incluso Taves ha argumentado que Ivano fue el principal responsable de mucho del trabajo de cámara del cortometraje, con Toland encargándose principalmente los close-ups. El cortometraje fue filmado en película de 35 mm. en un periodo de tres semanas a finales de 1927, filmada principalmente en fines de semana. No se usan subtítulos en el cortometraje. Solo dos leyendas son usadas, "sueños" y "éxito" creadas con luz reflejada a través de cortes en cartón, formando palabras entre las sombras.

### Casting

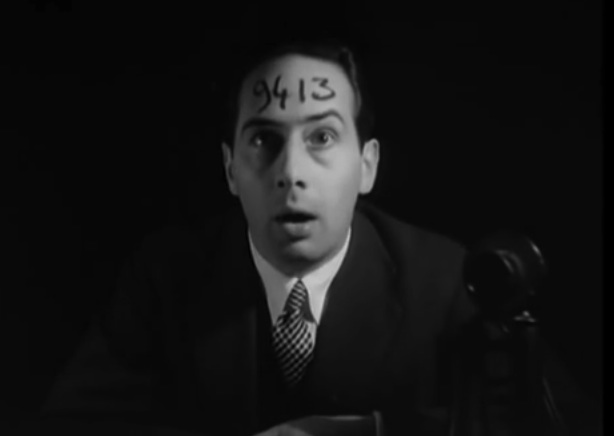
Jules Raucourt interpretó al protagonista, quien es deshumanizado luego de que los representantes del estudio le volvieran un extra de película y escribiéndole el número "9413" en su frente.

El rol de extra 9413 fue interpretado por Jules Raucourt, acreditado en el cortometraje como "Raucourt". Aunque Raucourt empezó su carrera como protagonista de películas de acción mudas, irónicamente él mismo se convirtió en un extra de cine cuando se hizo la transición a la era del sonido. Tiempo después, Raucourt escribió una novela usando el título del cortometraje. El rol de Extra #13 fue interpretado por Adriane Marsh, también un extra de cine, quien nunca pudo obtener un rol con nombre en el cine. Extra #15, que después de vuelve una estrella de cine, fue interpretado por Voya George, un amigo de Vorkapić, que estudió una carrera en cine europeo. Robert Florey también aparece en el cortometraje como director de casting, aunque solo su boca y mano son visibles, agitando su dedo al protagonista. Slavko Vorkapić también tuvo un papel breve como el hombre que constantemente subía las escaleras hacia la palabra "éxito".

### Filmación
Los realizadores no tenían acceso a un estudio, así que el rodaje se llevó a cabo en cuartos de sus hogares, con las paredes pintadas de negro para usarse como fondo. Herman G. Winberg, un escritor para Movie Makers, y Jack Spears de Films in Review, dijeron que la mayoría de la filmación fue hecha en la casa de Florey, mientras que el historiador de cine David E. James afirmó que la filmación fue hecha en la cocina de Vorkapić. En una entrevista, Florey dijo que la filmación tuvo lugar tanto en su casa como en la cocina de Vorkapić. Algunas escenas también fueron filmadas en el garaje de Toland. El cortometraje fue filmado en tres composiciones básicas: sets miniatura, close-ups de actores reales y escenas en estilo de noticiario de Hollywood y estudios de cine. El tema visual del cortometraje incluye cortes abruptos, movimientos de cámara rápidos, superposición extensiva, luz tenue y figuras en ángulos retorcidos y desorientados. En este sentido, comparte algunas similitudes con el expresionismo alemán, especialmente con la película The Cabinet of Dr. Caligari (1920). Particularmente los créditos iniciales son angulares y expresionistas. Solo una lámpara de 400 watts fue usada para la iluminación; originalmente se planeó el uso de dos lámparas, pero una de ellas se quemó antes de que la filmación iniciara. Durante las tomas de close-up, los actores tenían que sostener el foco en las manos para que sus caras estuvieran iluminadas. Cuando un actor cambiaba de posición, el o ella tenía que cambiar el foco de una mano a otra. Debido a lo anterior, las caras de los actores están parcialmente entre sombras, dejando sus rasgos faciales obscurecidos. Toland también uso reflectores pequeños que tomó prestados de los estudios de cine, estos incluían un foco colgado dentro de un cono de vidrio. La actuación del cortometraje es abstracta y estilizada, con los actores balbuceando palabras indistinguibles en lugar de usar palabras reales. Una grabación de Rhapsody in Blue fue reproducida constantemente durante la filmación para que los actores se pudieran, en palabras de Florey, "saturar del ritmo del blues". Esto fue una fuente de irritación para los vecinos y el propietario de la casa de Florey.
Las escenas de los paisajes de Hollywood y las tomas del cielo al final del cortometraje fueron logradas mediante la creación de sets miniatura que fueron filmados en planos lejanos para dar la apariencia de que eran gigantes. Se construyeron 44 sets, ninguno mayor a 60 centímetros cuadrados, el más caro costó $1.67 dólares. Tomó días preparar los sets. Florey cortó cartón en forma de cuadrados para que Vorkapić los pintara en un estilo impresionista y así aparentaran edificios. Los trenes que elevaban en las escenas de los paisajes citadinos fueron trenes de juguete que Florey compró y montó en deslizaderas de cartón. Mientras grababa con una mano, con la otra tiraba de una cuerda atada al tren. El movimiento en los sets miniatura fue simulado al mover lámparas y proyectar sombras. Para ocultar los defectos y hacer que los sets se vieran más realistas, prismas y caleidoscopios fueron colocados frente al lente de la cámara y movidos durante la filmación; una lente cilíndrica se usó durante la filmación para conseguir el diámetro deseado de la imagen. Florey dijo que esto fue útil para "darle a algunas escenas el ritmo que creíamos que necesitaban".
Los rascacielos de los sets eran cubos alargados que fueron tomados grabados desde ángulos que exageraban su altura. Para crear el efecto de la luz solar reflejada de los edificios, una persona se debía parar en un lado de los cubos con un espejo, y otra persona se debía poner en el lado opuesto con un foco de luz y balancearlo de atrás para adelante, para que el espejo atrapara reflexiones del foco columpiando luz y reflejarla hacia los rascacielos. Para crear una sensación de histeria y emoción alrededor de la noche de apertura, un rascacielos fue fotografiado con la cámara oscilando rápidamente de arriba a abajo de un lado a otro. Mientras que las escenas de los sets en miniatura estaban compuestos de tomas largas, escenas donde se grababan a los actores eran completamente de close ups,  lo cual hace alrededor es alrededor de 91 metros del carrete de película final. En vez de tratar de poner al actor en los fondos miniaturas por medio de trucos fotográficos, las escenas fueron cortadas rápida y sucesivamente, de esta forma el público ve primero al actor y después el set, creando la impresión de que están en el mismo lugar. Los sets en los que involucraban a los actores eran minimalistas, algunos consistiendo de solo unos cuantos elementos como una mesa, un teléfono, dos sillas y un cigarro.
El estudio de cine fue creado fotografiando muchas colas de carrete con película colgando frente a un fondo con luces brillando. La oficina de casting fue creada haciendo siluetas con cartón sobre un fondo blanco. Para representar la angustia mental del protagonista, tiras de papel fueron cortadas en formas de árboles retorcidos y, agitándolas con un ventilador eléctrico, se hicieron siluetas sobre un fondo de sombras móviles. Para crear una escena al final del cortometraje, donde el protagonista empieza a entrar en delirio, la cámara se mueve a través de un laberinto de cubos de diferentes tamaños, con diseños geométricos dentro de ellos, todos colocados en una superficie plana y brillante. La composición del cielo también fue un set en miniatura creado a partir de cubos de papel, latas, cajetillas de cigarros, trenes de juguete y un set de construcción motorizado Erector. No se tomaron fotografías fijas, pero las ilustraciones mostrando efectos de prisma y caleidoscopio se lograron alargando los fotogramas del negativo.  Las impresiones en papel fueron considerablemente más suaves que la película para prevenir granulosidad. El cortometraje final fue editado a un carrete de 365 metros de película, con 150 escenas. Florey dijo que contenía el mismo número de ángulos que una película de larga duración de la época. Aunque la película fue editada cuidadosamente para estar sincronizada con Rhapsody in Blue, mucha de la calidad lírica original se ha perdido en versiones recortadas y modificadas del cortometraje.

## Temas e Interpretaciones
El cortometraje funciona como una sátira social de las condiciones, prácticas dominantes e ideologías de Hollywood, así como la percepción que se tiene de que la industria del cine maltrata a los actores. Hacer cine se estaba volviendo más caro y requería más recursos tecnológicos, especialmente con el crecimiento de la producción sonora, haciendo más difícil para cineastas amateurs el poder entrar en la profesión. Esto intensificó la división entre amateurs y profesionales de Hollywood y dio como resultado que un gran número de cineastas amateurs empezaran a satirizar a Hollywood en sus películas, incluyendo A Hollywood Extra. El sujeto del cortometraje es un extra que empieza su carrera en Hollywood con esperanzas y sueños, pero al final se siente utilizado y descartado por la industria con sus ambiciones artísticas destruidas. Al inicio del cortometraje, el protagonista tiene un nombre (Mr. Jones) y una letra de recomendación señalando sus talentos, pero sus habilidades son ignoradas y termina reducido a un número, simbolizando su deshumanización.

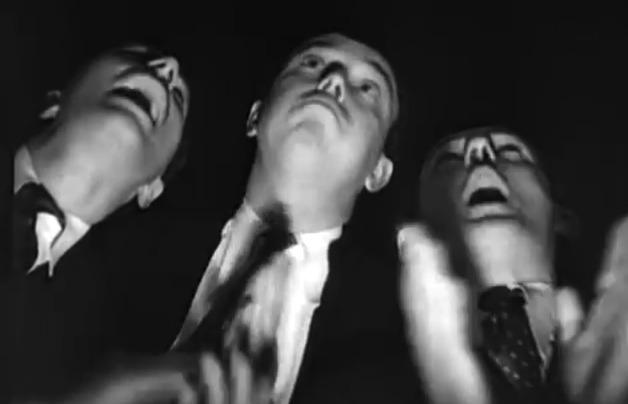
Los espectadores aplauden una actuación del personaje de Voya George. Tanto los actores como los espectadores son retratados en la película como autómatas poco inteligentes, sus bocas ladrando sin sentido.

La estrella de cine simboliza la adoración al héroe en la cultura americana y las máscaras pintadas representan sus actuaciones. Tanto actores como espectadores son representados como autómatas sin inteligencia, parloteando sin sentido mientras responden a las películas de Hollywood y a las señales de mano de los directores de cine. Una escena repite la misma toma de un hombre subiendo un tramo de escaleras con la palabra "éxito" en la cima, representando los vanos intentos de los actores de progresar en sus carreras. Los historiadores de cine William Moritz y David E. James han comparado esto con una escena similar que involucra a una lavandera en la película dadaísta y post-cubista Ballet Mécanique (1924). Otros segmentos de A Hollywood Extra se repiten a menudo, como la vista de las luces de la ciudad o las tomas de las señales de "Hollywood" y "No casting". Esto ejemplifica la lucha constante del protagonista por tener éxito en Hollywood.
Los cortes abruptos del cortometraje, el escenario artificial, los close ups extremos y ángulos retorcidos amplifican metafóricamente la narrativa obscura y sombría de la narrativa. Las tomas de los productores de cine y críticos en A Hollywood Extra son filmadas desde ángulos en contrapicado con fondos obscuros, dándole a los personajes una imagen de poder. Posteriormente Gregg Toland se serviría de técnicas similares en Citizen Kane. Debido a la iluminación, los close ups de los rostros de los actores están ensombrecidos, redondeando algunos de los rasgos faciales y privando a los personajes de una toma integra. Los fondos completamente en negro en estos close ups derivan al cortometraje de una presencia en un mundo real. Durante una escena donde el protagonista espera una llamada telefónica para conocer las decisiones del casting, la imagen del teléfono es superpuesta directamente en la frente del actor, simbolizando su creciente obsesión con encontrar trabajo. Su fracaso lo sigue a la tumba (donde las palabras  "Hoy no hay casting" aparecen junto a su lápida), y su muerte está simbolizada por un par de tijeras cortando una tira de película.
Mientras que la película retrata la realidad del protagonista en un estilo expresionista, el glamour de Hollywood es retratado más objetivamente. Revirtiendo estas expectativas, el cortometraje invita al espectador a interpretar esta versión de Hollywood simplemente como "el material de los sueños" y "un paraíso irreal de crueldad y fracaso", según Taves.  Las escenas de las calles de Hollywood fueron filmadas con una cámara que se movía en ángulos inclinados y editas en yuxtaposiciones rápidas para reflejar la falsa y excesiva naturaleza de la industria del cine en Hollywood. El ascenso del protagonista al cielo al final del cortometraje sirve simultáneamente como una conclusión apropiada a la historia y como una sátira al deseo de Hollywood por los tradicionales finales felices. Mientras asciende, el cielo está localizado en una dirección opuesta a Hollywood, otra crítica a la industria. James escribió que la visión del cielo como un escape de la brutalidad de la industria "representa las recurrentes aspiraciones utópicas del avant-garde".
La película también aborda el tema del aparente maltrato de Hollywood hacia las mujeres. Mientras que los actores usan máscaras, las cuales simbolizan la habilidad de actuar, la Extra #13 no usa ninguna y se espera que simplemente se pare obediente y escuche a los cineastas masculinos. Su único rol es el de ser un objeto para que los hombres la vean. El hecho de que ella sea capaz de lograr el éxito cumpliendo un rol sencillo, contrario a la inhabilidad del protagonista de triunfar a pesar de su trabajo duro, revela lo diferente que la industria del cine ve los roles de actores y actrices.

## Estreno
Aunque es más conocido por su título completo: The Life and Death of 9413: a Hollywood Extra, el cortometraje ha sido estrenado y promocionado con diferentes títulos en diferentes momentos, incluyendo Hollywood Extra 9413 y $97 en referencia al corto presupuesto del cortometraje. Otros títulos incluyen The Rhapsody of Hollywood,  un nombre sugerido por el comediante y cineasta Charlie Chaplin, y The Suicide of a Hollywood Extra, un nombre equivocado creado por el distribuidor, FBO Corporation. Mientras que muchas películas experimentales de la época fueron proyectadas en los hogares de los cineastas, para audiencias privadas como familiares y amigos, A Hollywood Extra recibió una amplia exhibición pública.
Antes de su estreno, Florey describió la película de esta manera:

No es mucho. Solo es sobre un hombre que es un buen actor en Iowa o en algún lugar; llega a Hollywood y espera conquistarlo en una noche. El aspirante a ídolo va a los estudios. El director de casting es simplemente una mano que acepta o rechaza. Y el resto solo cuenta como pierde la cordura.
Robert Florey

Hay fuentes que difieren cuando y donde se estrenó el cortometraje. De acuerdo con el crítico de cine Daniel Eagan, Florey lo estrenó en un club de cine en Los Ángeles, mientras que el escritor Anthony Slide dice que el cortometraje se estrenó en el Teatro Cameo en Nueva York el 17 de junio de 1928. Sin embargo, David E. James dijo que la verdadera premier del cortometraje fue en la villa de Charlie Chaplin en Beverly Hills, California. Chaplin, quien para esa época estaba desencantado con muchos aspectos del proceso cinematográfico de Hollywood, estaba tan impresionado con la película que la vio cinco veces, y luego la proyecto en su hogar para invitados. Esta audiencia incluía élites de la industria del cine, incluyendo a Douglas Fairbanks, John Considine, Harry d'Arrast, D. W. Griffith, Jesse L. Lasky, Ernst Lubitsch, Lewis Milestone, Mary Pickford, Joseph M. Shenck, Norma Talmadge, Josef von Sternberg y King Vidor. La proyección fue acompañada por una grabación de Rhapsody in Blue, así como el mismo Chaplin tocando el órgano. Florey tenía tanto miedo de una reacción negativa debido a la sátira hacia Hollywood que quitó su nombre de los créditos y se escondió en el cuarto de proyección durante la presentación. La audiencia esperaba que fuera una broma de Chaplin, pero terminaron muy impresionados por el cortometraje y Schenck concertó que fuera mostrado en un teatro de United Artists en Broadway, iniciando el 21 de marzo de 1928. Una partitura musical, basada en Rhapsody in Blue, fue preparada por Hugo Riesenfeld para la presentación, la cual fue interpretado por una orquesta en vivo, y se usó mucho el saxofón. Con una presentación usualmente reservada para películas de altos presupuestos, se presentó dos veces por la noche junto con la película Sadie Thompson de Gloria Swanson y fue anunciado como "el primer 'photoplay' impresionista hecho en América".
El cortometraje fue muy publicitado, muchos reportes de los medios hacían énfasis en su bajo presupuesto de $97 dólares. Logró conseguir suficiente fama para ser distribuida por FBO Pictures Corporation, que eventualmente se convirtió en RKO Pictures a través de una fusión. La compañía lanzó el cortometraje en más de 700 cines en Norteamérica y Europa En Norteamérica no solo se mostró en Nueva York y Hollywood, también se mostró en Filadelfia, Cleveland, Montreal y Washington, D.C. Se presentó junto con Prem Sanyas (1925), pero tuvo más alabanzas que la atracción principal y ganó $32 dólares en una semana. A Hollywood Extra se convirtió en una de las primeras películas de avant-garde ampliamente vistas, no solo en Estados Unidos, pero también a lo largo de la Unión Soviética y Europa, incluyendo Inglaterra, Francia, Alemania e Italia. Los derechos para el cortometraje en Francia, junto con The Love of Zero (1928), también de Florey, fueron vendidos por $390 dólares.
Aunque el cortometraje fue hecho en oposición al estilo clásico, este fue aceptado por aquellos involucrados en la industria de Hollywood, y finalmente ayudó a Florey, Vorkapić y Toland a conseguir trabajos más prestigiosos en la industria del cine. A Vorkapić se le ofreció un puesto en efectos especiales en Paramount Pictures poco tiempo después de que A Hollywood Extra fuera estrenado. Paramount quería contratar a Florey para el puesto, pero después de que Josef von Sternberg aclarara que Vorkapić tuvo más responsabilidad en efectos especiales en A Hollywood Extra, Paramount le hizo la oferta a él. El diseñador de producción William Cameron Menzies estaba ansioso de trabajar con Florey después de ver A Hollywood Extra, así que los fueron co-autores de The Love Zero, con Florey dirigiendo y Menzies diseñando el set.

## Recepción
El cortometraje fue bien recibido por los críticos, tanto en su época como en la era contemporánea. Un crítico dijo que el cortometraje figuraba en el cine "donde Gertrude Stein figura en la poesía", mientras que otro alabó a Florey como "el Eugene O'Neil del cine". Una edición de 1929 de Movie Makers, la publicación oficial de la Amateur Cinema League, la llamó un triunfo de experimentación amateur y un imaginativo uso de recursos limitados.
En un artículo separado de Movie Makers, Herman G. Weinberg llamó a la escenificación "una bella visión de una metrópolis de ensueño hecha de una manera expresionista, pero también con un ojo fino por la cámara y el contexto de la pieza."  C. Adolph Glassgold, editor contribuidor del diario The Arts, lo llamó "una película realmente tremenda" y dijo que Florey se convertiría "en el líder eventual del arte cinematográfico". También añadió: "Tiene movimiento, tempo, forma, intensidad de sentimiento, momentos altamente dramáticos; en corto, es una verdadera película". En una reseña de Film Mercury, Anabel Lane predijo que Florey "un día tendrá una posición como uno de los grandes directores", y sobre el cortometraje dijo: "Si esta producción hubiera sido hecha en Europa y anunciada como un hit, habría sido llamada una obra maestra". Una reseña de Variety incluso especuló si A Hollywood Extra había sido en realidad "un cortometraje sin anunciar que fue hecho por extranjeros" dada su similitud de estilo con las películas de arte europeas. El director de cine Henry King, elogió el cortometraje como "muy por delante de su época" y "un trazo de genialidad", declarando: "Fue la cosa más original que he visto".
También ha sido aclamado por historiadores de cine y críticos contemporáneos y ha sido incluida de manera regular en listas de las películas experimentales más prominentes. Brian Taves lo llamó "un punto de referencia" del cine de vanguardia, y dijo "A Hollywood Extra fue algo completamente nuevo, tanto en estilo y substancia; más que cualquier otra película americana, dio inicio a la vanguardia en este país". El historiador de cine William Moritz lo llamó "una pequeña y genuina obra maestra", y "probablemente la película experimental americana más famosa de los años 20". Hye Seung Chung, un profesor de cine en la Universidad Estatal de Colorado, le llamó "una temprana obra maestra de la vanguardia americana" y describió a Florey como "uno de los más injustamente negados amateurs de cine B". David E. James, lo llamó "el prototipo del siglo XX de cine vanguardista", y escribió que la exitosa distribución comercial de A Hollywood Extra indica que las películas experimentales eran aceptables entre la audiencia popular durante ese periodo de tiempo, "en lugar de sólo la élite o la audiencia mandarín". El director y autor Lewis Jacobs escribió: "Su estilo, amplio e impresionista, reveló una sensibilidad notable e inventiva en el uso de props, pintura, cámara y edición".
La totalidad del original A Hollywood Extra no sobrevivió. Pese a ello, en 1997, el cortometraje fue seleccionado para su preservación en el National Film Registry de los Estados Unidos por la Biblioteca del Congreso por ser "cultural, históricamente o estéticamente significativo". El cortometraje ha sido restaurado y lanzado en dos colecciones de DVD: Unseen Cinema: Early American Avant Garde Film 1894–1941, por Image Entertainment, y Avant-Garde: Experimental Cinema of the 1920s and 1930s, por Kino International. En 1996, el British Film Institute encargó al compositor David Sawer de escribir una partidura para el cortometraje, la cual fue interpretada por primera vez por el Ensamble Matrix y conducido por Robert Ziegler. El trabajo, llamado Hollywood Extra, está compuesto para ocho músicos y fue publicado por Universal Edition.

## Remake
The Life and Death of 9413: a Hollywood Extra fue adaptado en un remake llamado Hollywood Boulevard (1936), que fue coescrito y dirigido por Florey. Al igual que el cortometraje original, el personaje central del remake es un actor buscando trabajo en Hollywood, quien es sometido a las crueldades de la industria fílmica y los caprichos de los ejecutivos de estudios y productores. Hollywood Boulevard también incluye similitudes con el cortometraje original como ángulos inusuales para reflejar la naturaleza desordenada de Hollywood. Sin embargo, el remake incluye sub-tramas que alargan el tiempo de la película y la hacen más atractiva a audiencias en masa, a lo que Brian Taves dijo "tiende a disminuir la importancia de la caracterización central, privando a Hollywood Boulevard del único propósito que hizo a A Hollywood Extra tan inolvidable".